# Daniele Scarpa
Daniele Scarpa (Veneza, 3 de janeiro de 1964) é um velocista italiano na modalidade de canoagem.
Foi vencedor da medalha de Ouro em K-2 1000 m e da medalha de Prata em K-2 500 m em Atlanta 1996 com o seu colega de equipe Antonio Rossi e Beniamino Bonomi respetivamente.